# ریانون گیدنز
ریانون گیدنز (متولد ۲۱ فوریه ۱۹۷۷) یک موسیقیدان آمریکایی است. او یکی از اعضای مؤسس موسیقی کانتری، بلوز و گروه موسیقی قدیمی کارولینا شکلات دراپز است، او در این گروه خواننده اصلی، نوازنده کمانچه و نوازنده بانجو بود.
در سال ۲۰۲۳، اپرای عمر به نویسندگی مشترک گیدنز و مایکل آبلز برنده جایزه موسیقی پولیتزر شد.
گیدنز از اجداد چند نژادی است. پدر او، دیوید گیدنز، اروپایی-آمریکایی است. مادر او، دبورا جیمیسون، از نوادگان آمریکایی‌های آفریقایی‌تبار و قبایل بومی آمریکا از جمله لومبی، اوکانیچی و سمینول است. دیوید و دبورا به عنوان دانشجویان کالج در شهر گرینزبورو، کارولینای شمالی ملاقات کردند. والدین گیدنز بلافاصله پس از تولد او، زمانی که دبورا گیدنز به عنوان یک لزبین ظاهر شد، از هم جدا شدند.